# Hondro-6-sulfataza
Hondro-6-sulfataza (EC 3.1.6.10, 4-dezoksi-beta--gluk-4-enuronozil-(1,3)-N-acetil--galaktozamin-6-sulfat 6-sulfohidrolaza) je enzim sa sistematskim imenom 4-dezoksi-beta--gluk-4-enuronozil-(1->3)--acetil--galaktozamin-6-sulfat 6-sulfohidrolaza. Ovaj enzim katalizuje sledeću hemijsku reakciju
4-dezoksi-beta-D-gluc-4-enuronozil-(1->3)--acetil--galaktozamin 6-sulfat + H2O {\displaystyle \rightleftharpoons } 4-dezoksi-beta--gluk-4-enuronozil-(1->3)--acetil--galaktozamin + sulfat
Ovaj enzhim takođe deluje na zasićene analoge i na N-acetil--galaktozamin 4,6-disulfat.

## Literatura
- Nicholas C. Price; Lewis Stevens (1999). Fundamentals of Enzymology: The Cell and Molecular Biology of Catalytic Proteins (Third изд.). USA: Oxford University Press. ISBN 019850229X.
- Eric J. Toone (2006). Advances in Enzymology and Related Areas of Molecular Biology, Protein Evolution (Volume 75 изд.). Wiley-Interscience. ISBN 0471205036.
- Branden C; Tooze J. Introduction to Protein Structure. New York, NY: Garland Publishing. ISBN 0-8153-2305-0.
- Irwin H. Segel. Enzyme Kinetics: Behavior and Analysis of Rapid Equilibrium and Steady-State Enzyme Systems (Book 44 изд.). Wiley Classics Library. ISBN 0471303097.

## Spoljašnje veze
- Chondro-6-sulfatase на 